# Stasys Antanas Bačkis
Stasys Antanas Bačkis (ur. 10 lutego 1906 w Pantakoniai w guberni kowieńskiej, zm. 10 listopada 1999 w Wilnie) – litewski dyplomata i działacz emigracyjny, przywódca litewskiej emigracji w latach 1983–1987.

## Życiorys
Ukończył gimnazjum w Poniewieżu. Dzięki stypendium rządu litewskiego studiował w latach 1925–1930 na uniwersytecie w Paryżu i został absolwentem prawa oraz politologii. Po ukończeniu studiów zaczął pracować dla litewskiego Ministerstwa Spraw Zagranicznych. W latach 1934–1938 był sekretarzem ministra spraw zagranicznych Stasysa Lozoraitisa. Był następnie pierwszym sekretarzem ambasady litewskiej w Paryżu. W 1943 roku obronił doktorat. Po zajęciu Litwy przez ZSRR był nieoficjalnym przedstawicielem litewskich służb dyplomatycznych we Francji do 1960 roku, kiedy wyjechał do Waszyngtonu, gdzie działała oficjalna ambasada Litwy. W 1977 roku zaczął pełnić tam funkcję chargé d’affaires. Po śmierci Stasysa Lozoraitisa 24 grudnia 1983 zajął jego miejsce jako przywódca litewskiej emigracji. Ze stanowiska tego zrezygnował 15 listopada 1987 na rzecz Stasysa Lozoraitisa (juniora). Został odznaczony Komandorią Wielkiego Krzyża Orderu Wielkiego Księcia Giedymina oraz Legią Honorową.